# Bolotana
Bolotana est une commune italienne de la province de Nuoro, dans la région Sardaigne.

## Administration
| Période                                  | Période | Identité | Étiquette | Qualité |
| ---------------------------------------- | ------- | -------- | --------- | ------- |
|                                          |         |          |           |         |
| Les données manquantes sont à compléter. |         |          |           |         |

### Communes limitrophes
Bonorva, Bortigali, Illorai, Lei, Macomer, Noragugume, Orani, Ottana, Silanus.

### Évolution démographique
Habitants recensés

## Personnalités
- Bachisio Raimondo Motzo (1883-1970), historien et philologue italien, est né à Bolotana.